# Kettenfahrzeug

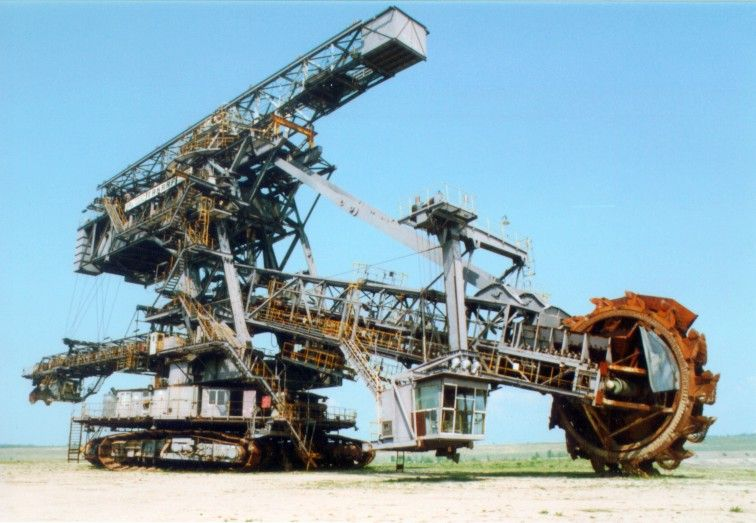
Schaufelradbagger in Ferropolis

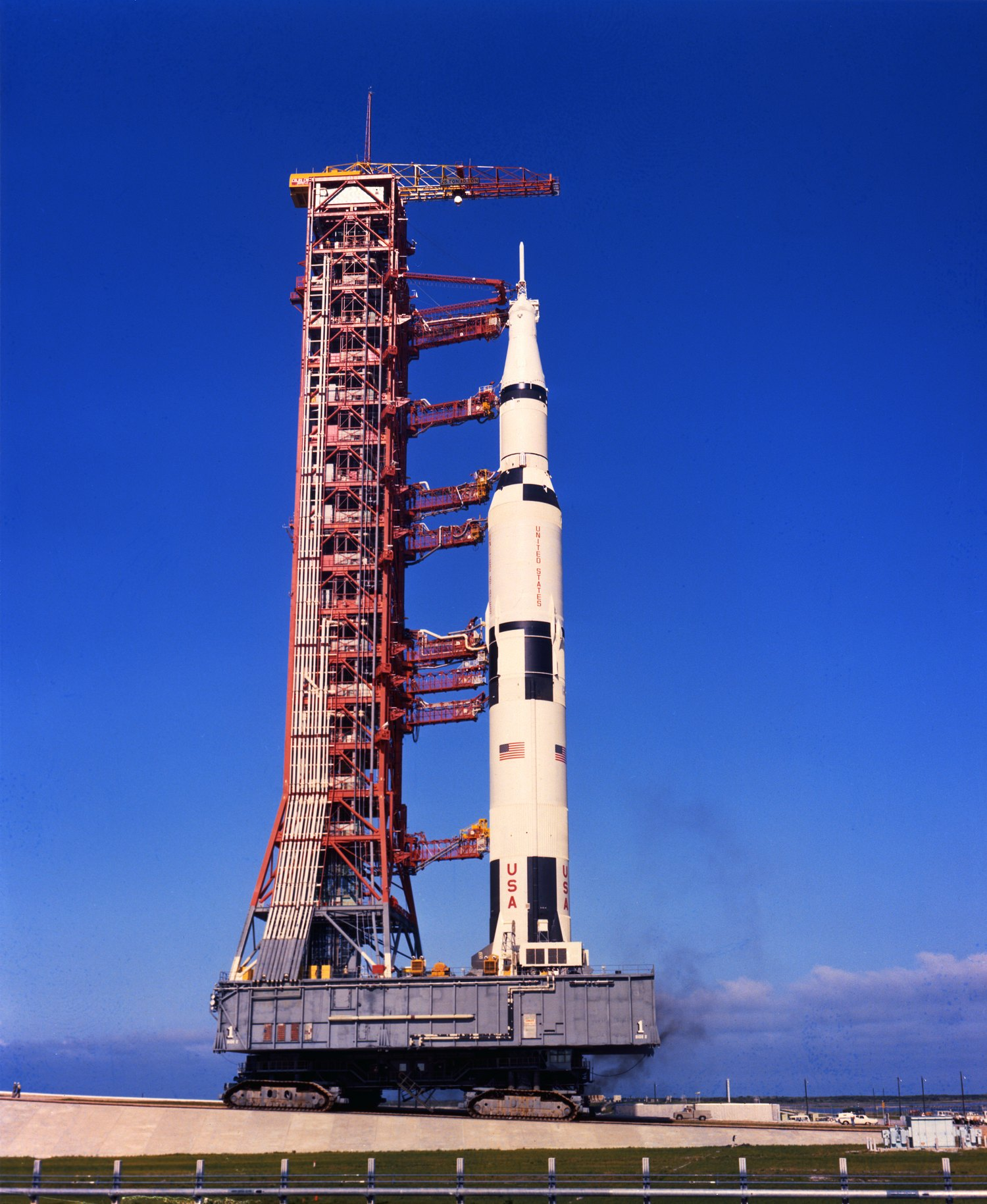
Crawler-Transporter (Apollo 11)

Ein Kettenfahrzeug, auch Raupenfahrzeug, ist ein Landfahrzeug, das mittels eines Kettenfahrwerks mit einer Gleiskette bewegt wird. Kettenfahrzeuge sind seit dem frühen 19. Jahrhundert bekannt.
Im Gegensatz zu Radfahrzeugen zeichnen sich Raupenfahrzeuge sowohl aufgrund der höheren Traktion als auch des geringeren spezifischen Bodendrucks durch optimale Geländegängigkeit und Spurhaltigkeit aus.
Da sich die Gewichtskraft von Fahrzeug und Zuladung (vor allem bei der Gleiskette) gleichmäßiger auf eine größere Fläche verteilt, wird auf weichen Böden das Einsinken des Fahrzeugs verringert und nicht zuletzt auch die in Landwirtschaft und vor allem Forstwirtschaft sehr unerwünschte Bodenverdichtung reduziert. Nachteilig sind umgekehrt eher schwerfälliges Fahrverhalten und Lenkbarkeit auf befestigten Fahrwegen mit oft hohem Verschleiß sowohl der Raupenketten selbst als auch teilweise der Fahrbahnoberflächen. Besonders in diesem Bereich sind flexible Gummiraupen den Gleisketten überlegen.
Zudem erfordern Raupenfahrzeuge insbesondere zur Federung des Fahrwerks sowie zur Lenkung erheblich aufwendigere technische Konstruktionen, z. B. mit einem Überlagerungslenkgetriebe zur leichteren Lenkbarkeit.
Neben Anwendungen wie Schneemobil, Raupenschlepper, Planierraupe, Bagger, Schaufelradbagger oder Förderbrücken sind vor allem schwere Kettenfahrzeuge im militärischen Bereich für Panzer, Selbstfahrlafetten etc. verbreitet.

## Geschichte

Lombard Steam Log Hauler (um 1907)

Erfindungen zu Gleisketten und Kettenfahrzeugen wurden im frühen 19. Jahrhundert bekannt. Eine anwendungstaugliche Gleiskette wurde bereits 1850 von Gideon Morgen erfunden, woraufhin ihm die US-Patent-Nr. 7427 erteilt wurde. Alvin O. Lombard entwickelte einen dampfbetriebenen Raupenschlepper und erhielt im Jahr 1901 ein US-Patent für Dampftraktoren zum Baumstamm-Transport. Lombard produzierte seinen Raupenschlepper in großer Stückzahl und war der erste kommerzielle Hersteller von Gleiskettenfahrzeugen. Ein weiterer früher Produzent war der Kalifornier Benjamin Holt, der am 24. November 1904 ebenfalls eine Laufkette konstruierte.
Sein Unternehmen, The Holt Manufacturing Company, wurde 1925 durch eine Fusion mit der Firma Best zu dem bis heute existierenden Unternehmen Caterpillar. Die ersten Kettenfahrzeuge wurden ausschließlich durch einseitigen Bremseneingriff oder getrennte Drehzahlregelung von zwei Fahrmotoren gelenkt, was zu schlechten Fahreigenschaften und hohem Verschleiß führte. Ein wesentlicher Fortschritt der Lenktechnik wurde durch das Doppeldifferential-Getriebe erreicht, das von der Cleveland Tractor Company (Cletrac)  entwickelt wurde. Vor der Hydrostat-Getriebe-Ära war es mit dieser Technik möglich, die Gleisketten separat ohne Bremseneingriff zu steuern. Die deutschen Panzer Tiger und Panther im Zweiten Weltkrieg hatten sogenannte Zweiradien-Lenkgetriebe, wodurch mittels Verzögerung der Kette in jedem Gang eine Bogenfahrt in zwei bestimmten Radien möglich war.

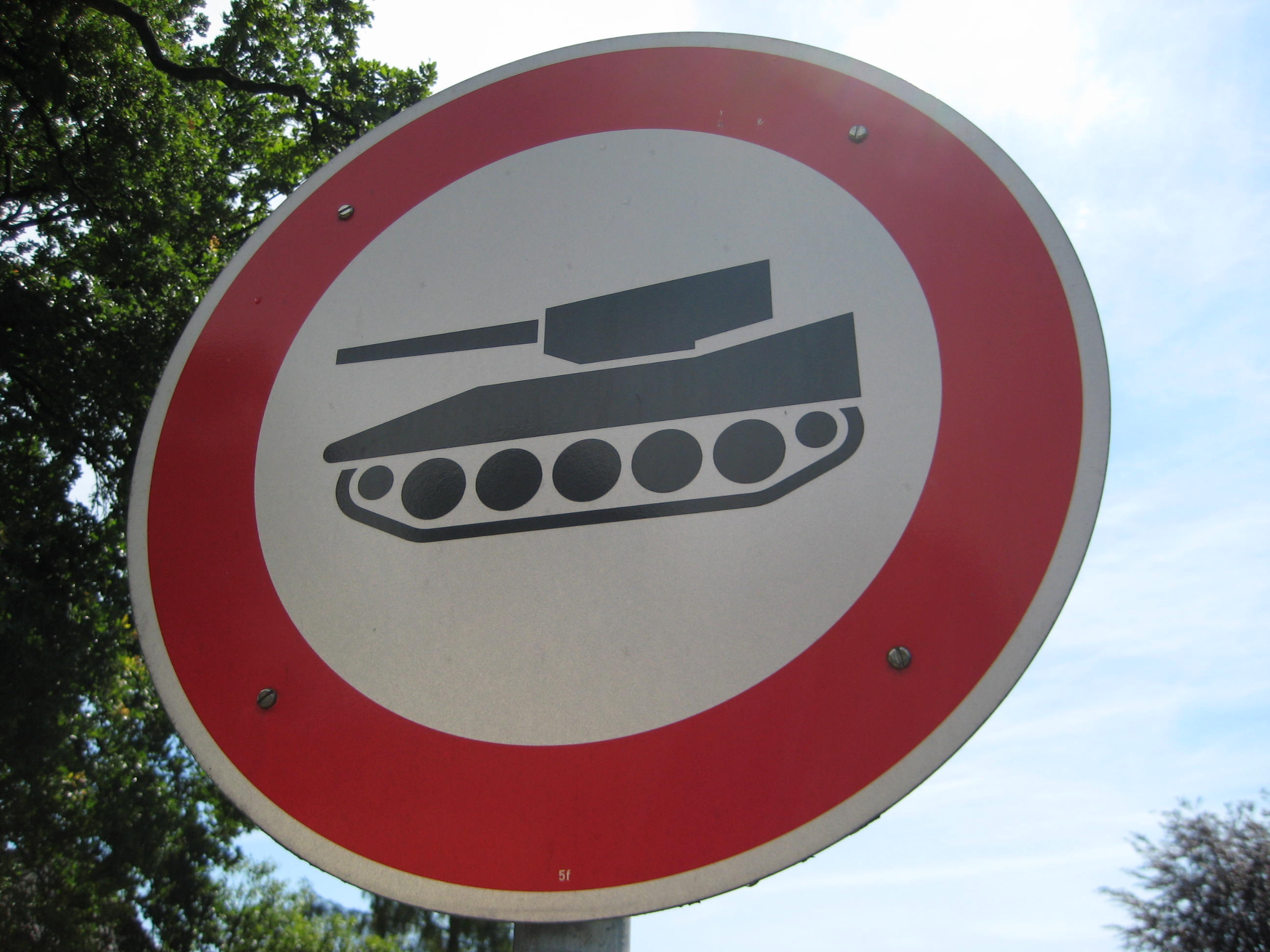
Verbotsschild für militärische Kettenfahrzeuge (StVO)

Namhafte deutsche Hersteller von Kettenfahrzeugen waren bzw. sind Demag, Hanomag (heute Komatsu), Stock, LHB, Lanz, Deutz AG, Famo, Henschel, Krupp und Liebherr.

## Technik

### Kettenfahrwerk
Ein Raupenfahrwerk bzw. Kettenfahrwerk besteht meist aus zwei Raupen- bzw. Kettenlaufwerken. Es gibt unter den Erdbau- und Tagebaumaschinen auch Mehrraupenfahrwerke mit mehreren Raupenlaufwerken, die symmetrisch oder unsymmetrisch zur Maschinenlängsachse angeordnet sind: je nach Ausführungen sind die Raupenlaufwerke einfach, paarweise oder doppelt gepaart und ihre Abstützung liegt auf zwei oder drei Punkten (ergibt Zweiraupenfahrwerke oder Dreiraupenfahrwerke). Je nach Konfiguration der Kettenlaufwerke sind dazu einige Anordnungen bekannt:
- Einraupenfahrwerke mit Lenkhilfen wie bei Schneemobilen
- Zweiraupenfahrwerke in Parallelanordnung als Grundkonfiguration von Kettenfahrzeugen.
- Zweiraupenfahrwerke mit Lenkhilfen wie bei Halbkettenfahrzeugen.
- Dreiraupenfahrwerke mit Lenkraupe wie beim Killen-Strait Traktor.
- Vier- oder Mehrraupenfahrzeuge von leichten bis zu schwersten Ausführungen.

Damit die Mehrraupenfahrwerke kurvengängig sind, benötigen sie eine Lenkraupe, die bei einer Maschinenmasse ab 300 t angewendet wird. Jedes Kettenlaufwerk hat einen eigenen Fahrantrieb, somit können Laufwerke, die im Boden eingesunken sind, sich aus eigener Kraft befreien.

### Kettenlaufwerk

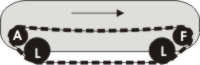
Das einfachste Kettenlaufwerk besteht aus zwei Laufrollen

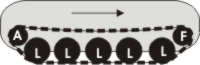
Kettenlaufwerk mit fünf Laufrollen

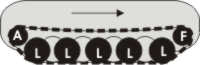
Schachtellaufwerk mit fünf äußeren und vier inneren Laufrollen

Ein Kettenlaufwerk besteht aus folgenden Teilen:
- der Gleiskette, aus Metall oder integralen Verbundwerkstoffen, oft mit Gummistollen für den Straßenbetrieb (Kettenpolster)
- einem Antriebsrad (A), das das Drehmoment des Motors direkt (mechanische Kupplung) oder indirekt (hydraulische Kupplung) auf die Kette überträgt
- einem entgegengesetzten Führungsrad (F) (das zugleich, zumeist hydraulisch, die Kettenspannung reguliert) sowie
- den meist gefederten Laufrollen (L) (mindestens zwei)
- eventuellen Stützrollen, die die Kette im Rücklauftrum unterstützen
- dem Chassis bzw. bei Panzern der Fahrzeugwanne.

Wird die Kette getrennt vom Vorlauf zurückgeführt und das Obertrum von Rollen gestützt, spricht man vom Stützrollenlaufwerk. Dies ist die heute am meisten verbreitete Form. Verläuft der Rücklauf der Kette an der Oberseite der Laufrollen, spricht man vom Laufrollenlaufwerk. Beide Bauformen haben spezifische Vor- und Nachteile. Insbesondere ist das Stützrollenlaufwerk mechanisch komplexer, weist aber die besseren Fahreigenschaften auf, da das obere Kettentrum zur gefederten Masse gehört.
Die Anzahl der Laufrollen wird durch ihren Durchmesser beschränkt, da sie sich einerseits gegenseitig nicht berühren sollen, andererseits aber auch nicht zu klein sein dürfen. Um mehr Laufrollen verwenden zu können, mit denen eine gleichmäßigere Lastverteilung, eine feinere Federung und eine bessere Konturanpassung erreicht wird, wurden Schachtellaufwerke mit überlappenden Laufrollen entwickelt. Abwechselnd werden Einfachrollen und Doppelrollen verwendet, die den gleichen, relativ großen Durchmesser haben, wobei die Doppelrollen außen auf den Kettengliedern liegen und die Einfachrollen dazwischen fahren. Alternativ dazu gab es Laufwerke mit wechselweise versetzten Doppelrollen. Erreicht wird damit ein komplexes und schwer wartbares Laufwerk mit annähernd doppelter Anzahl großer Rollen, die wiederum einen großen Durchmesser haben und damit widerstandsärmer rollen. Diese Bauform blieb auf Fahrzeuge aus der Zeit des Zweiten Weltkriegs beschränkt.
Hinsichtlich kinematischer Berechnungen kann eine Antriebskette ohne weiteres als entartetes Rad betrachtet werden.

### Kettenaufbau

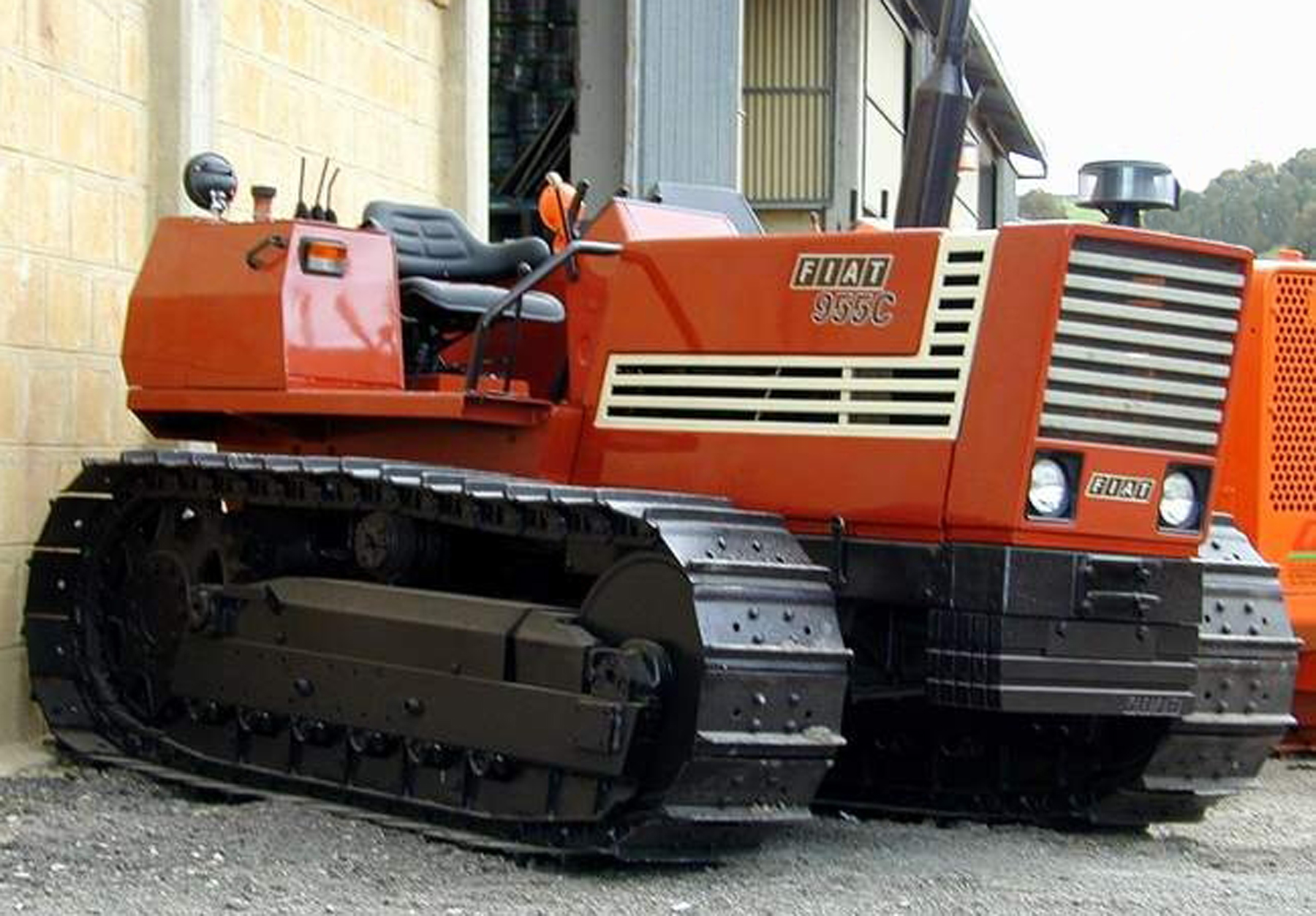
Kettenschlepper Fiat 955C
Gleiskette mit einseitig versteifenden Gliedern: oben hängt die Kette kaum durch

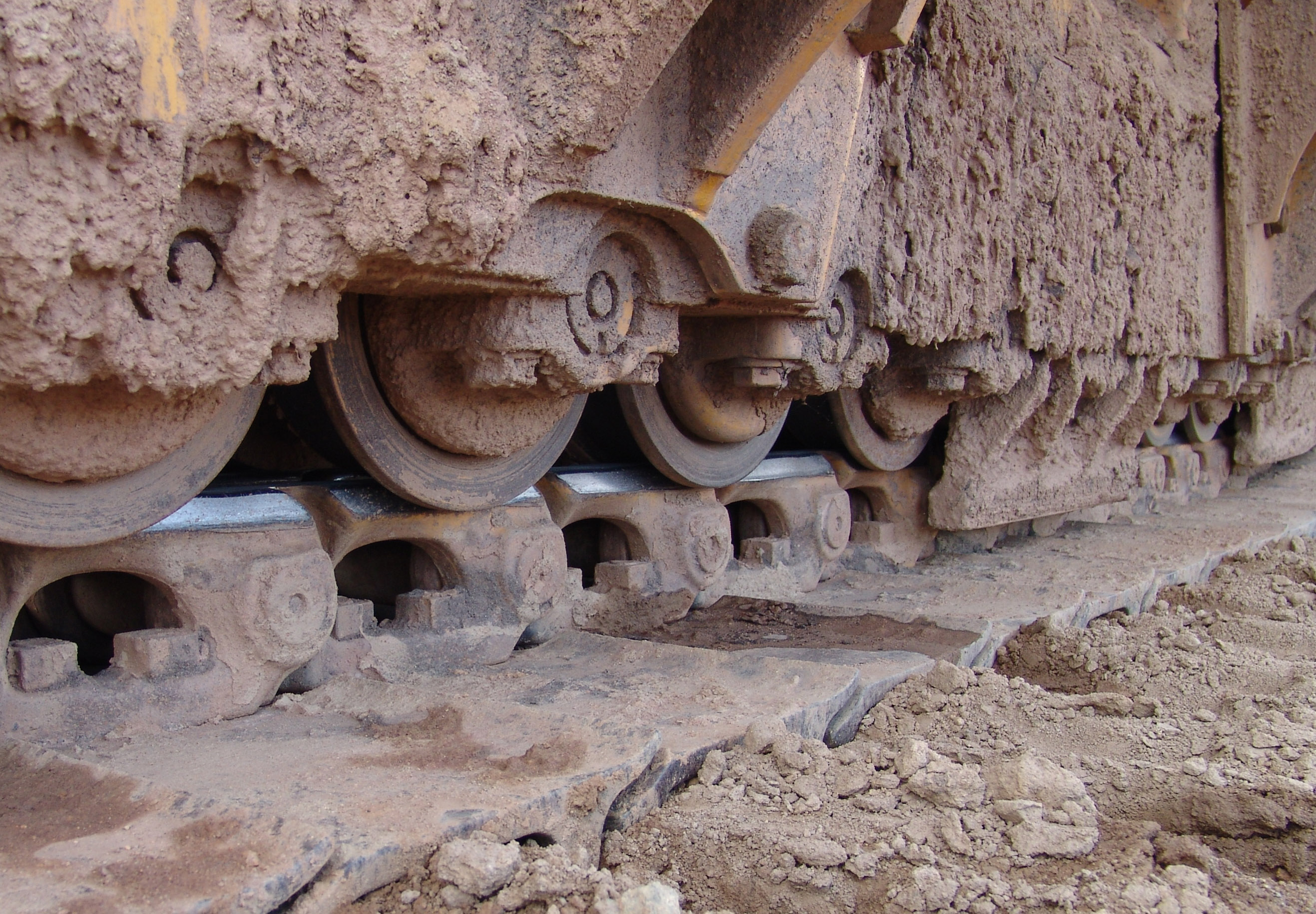
Nahaufnahme einer Gleiskette

Der ursprüngliche und prinzipielle Aufbau besteht aus stählernen Laufflächengliedern, die mit Scharnieren zu einer geschlossenen Kette verbunden sind. Prinzipiell entsteht dadurch unter dem Fahrzeug eine eigene Fahrstraße, was beispielsweise im englischen Begriff „Crawler track“ bzw. „Caterpillar track“ zum Ausdruck kommt. Mittig auf der Innenseite der Kettenglieder sind erhöhte Ausformungen angebracht, die durch die Aneinanderreihung mit den anderen Gliedern eine Spurführung für die Laufrollen bilden – sie haben damit eine „Gleis“-Funktion. Weitere Ausformungen auf der Innenseite dienen als Eingriff für das Antriebsrad.
Gleisketten für schnellere Fahrzeuge wie Kampfpanzer werden üblicherweise in der so genannten „lebenden“ Ausführung verwendet, bei der die Kettenglieder mit Federkraft eine zusätzliche Vorspannung erhalten.
Heute gibt es auch Bauformen mit „Gummiketten“, sogenannten Laufbändern, die ähnlich wie ein Reifengürtel plus Lauffläche aufgebaut sind. Mehrere Lagen aus Gewebe und Stahl werden mit Reifengummi umspritzt und profiliert. Zuerst wurden diese Laufbänder bei Minibaggern eingesetzt, heute aber auch bei Raupenschleppern, so beispielsweise beim John-Deere-Typ-8000T und bei den CAT-Traktoren des AGCO-Konzerns. Die Vorteile sind eine wesentlich bessere Laufruhe des Laufbandes, höhere mögliche Geschwindigkeiten und Schonung des befahrenen Untergrundes. Gummiketten sind in der Regel wartungsärmer und günstiger in den variablen Kosten, unterliegen allerdings höherem Verschleiß und haben eine geringere Lebensdauer. Kleine Schneemobile verwenden eine einzige, relativ breite Gummikette.

### Antrieb und Lenkung
Als Antrieb wurden zunächst Dampfmaschinen und unterschiedliche Motoren verwendet, die heutigen Kettenfahrzeuge haben überwiegend Dieselmotoren.
Das Antriebsrad des Laufwerks befördert die Kettenglieder oben in Fahrtrichtung vorwärts und legt sie unten auf dem Boden ab, worüber der Rest des Fahrzeugs auf den Lauf- und Führungsrädern vorwärts bewegt wird. Während der untere Teil der Kette bewegungslos auf dem Boden aufliegt, werden die Kettenglieder hinter der letzten Laufrolle wieder vom Boden  abgehoben. Die Kettenantriebe jeder Seite können unabhängig voneinander, bei einigen Bauformen sogar gegenläufig angetrieben werden. Dadurch ist es bei den Lenkungsbauformen 2 und 3 möglich, auf der Stelle zu drehen.
Lenkungsbauformen:
1. Zentrales Schaltgetriebe und Kombination von Kupplungen und Bremsen, jeweils rechts und links. Anwendung bei leichteren und mittelschweren zivilen Raupenfahrzeugen, früher auch bei Panzern. In den meisten Fällen ist bei dieser Bauform ein Wenden um die eigene Achse unmöglich.
2. Zweisträngiger Antrieb mit zwei stufenlosen Getrieben, meist hydrostatisch. Anwendung bei zivilen Raupenfahrzeugen, beispielsweise von Liebherr und Case Corporation. Der Porsche-Tiger hatte einen zweisträngigen elektrischen Antrieb, der sich jedoch nicht bewährte; der Henschel-Tiger, welcher anstelle des Porsche-Tigers in Serie produziert wurde, verzichtete auf diese Technik (s. u.). Der sowjetische leichte Panzer T-70 und die auf dessen Wanne basierende Selbstfahrlafette SU-76 hatten zwei separate Motoren und Getriebe; das Fahrzeug wurde durch Regelung der Drehzahl gelenkt, was das Fahrzeug aber eher unbeliebt machte, daher der Spitzname „Suka“ (dt. Schlampe). Das Hauptproblem beim zweisträngigen Antrieb mit einem Motor ist, dass jeder Strang dafür ausgelegt sein muss, mehr als 100 % der Motorleistung zu übertragen, weil der kurveninnere Antrieb bremst und die Bremsleistung nicht verloren geht, sondern über das Verteilergetriebe auf den kurvenäußeren Antrieb übertragen wird.
3. Antrieb mit zentralem Schaltgetriebe und einem Überlagerungslenkgetriebe. Die Überlagerung der Lenkgeschwindigkeit erfolgt heute meist mit einem hydrostatischen Getriebe. Anwendung bei Panzern und einigen zivilen Raupenfahrzeugen von Caterpillar und Komatsu.

Der Bremsweg eines modernen Kampfpanzers ist vor allem durch die Kraftverteilung auf eine große Fläche oft gleich oder kürzer als der eines Sportwagens mit gleicher Geschwindigkeit. Umgekehrt steigt die übertragbare Zugkraft vor allem auch bei schlechten Bodenverhältnissen. Ein ähnlicher Effekt wird mit der in den 1960er-Jahren durch die Bundeswehr erprobten Lauster-Achse erreicht.

## Einsatzbereiche für Kettenfahrzeuge
Nachfolgend ein Überblick von Kettenfahrzeugen die für bestimmte Einsatzbereiche bekannt sind:
- Schneemobil und speziell Pistenraupe (zum Planieren)
- allgemein Raupenschlepper bzw. Kettenschlepper (Traktor mit Gleisketten)
- Landmaschinen: Mähdrescher u. ä.
- Forstwirtschaftliche Spezialmaschinen wie Holzvollernter oder Forwarder
- Baufahrzeuge: Planierraupe, Bagger, Laderaupe, Muldenkipper
- Bergbau (v. a. im Tagebau): Rückmaschine (Tagebau), Schaufelradbagger, Absetzer
- Militärfahrzeuge: Panzer, Kampfpanzer, Kettenkrad, Halbkettenfahrzeug, „Raupenschlepper Ost“

## Gewerbliche Nutzung
Für die gewerbliche Nutzung in Landwirtschaft, Forstwirtschaft, Bauwirtschaft, Bergbau sowie Industrie sind zahlreiche Kettenfahrzeuge als Arbeitsmaschinen erfunden worden.

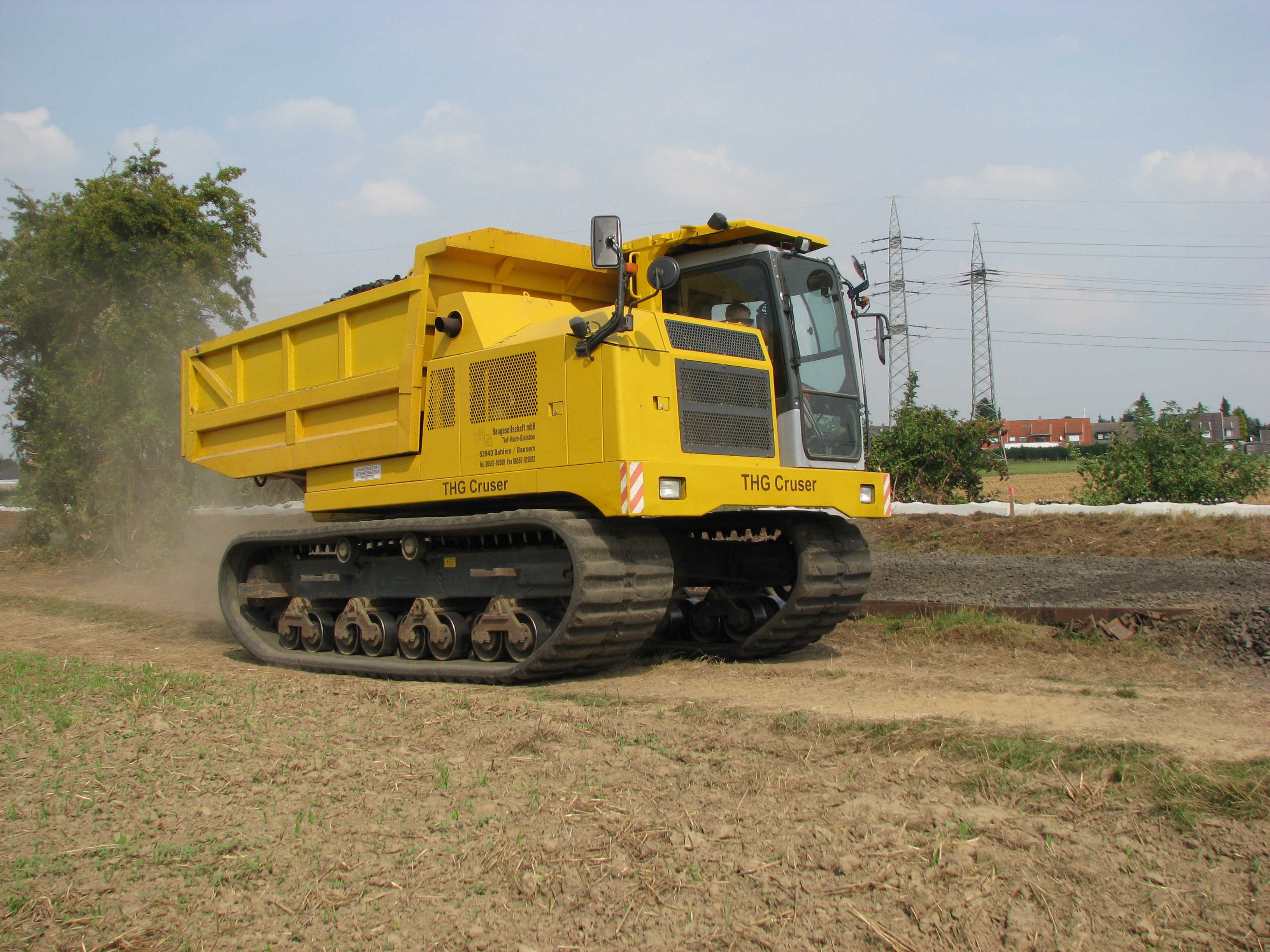
Muldenkipper Komatsu CD-110R
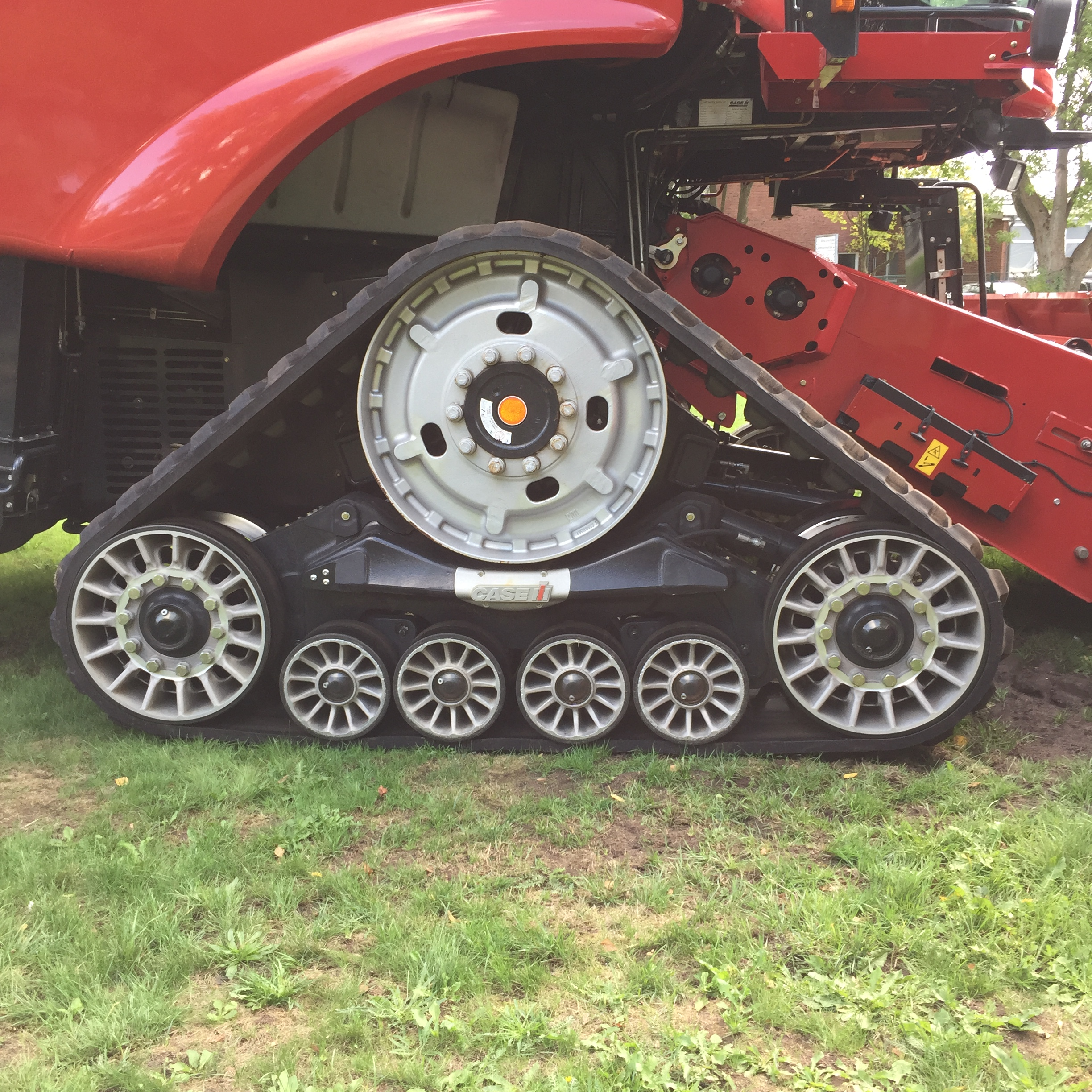
Raupenlaufwerk (Case IH 8240)
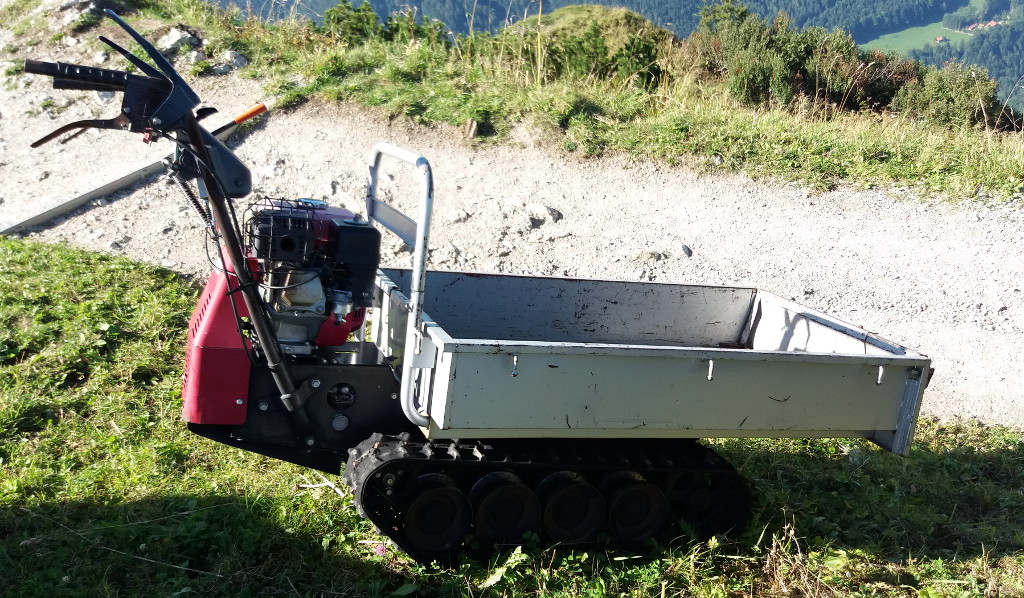
Mini-Allwegtransporter mit Kettenantrieb von Honda
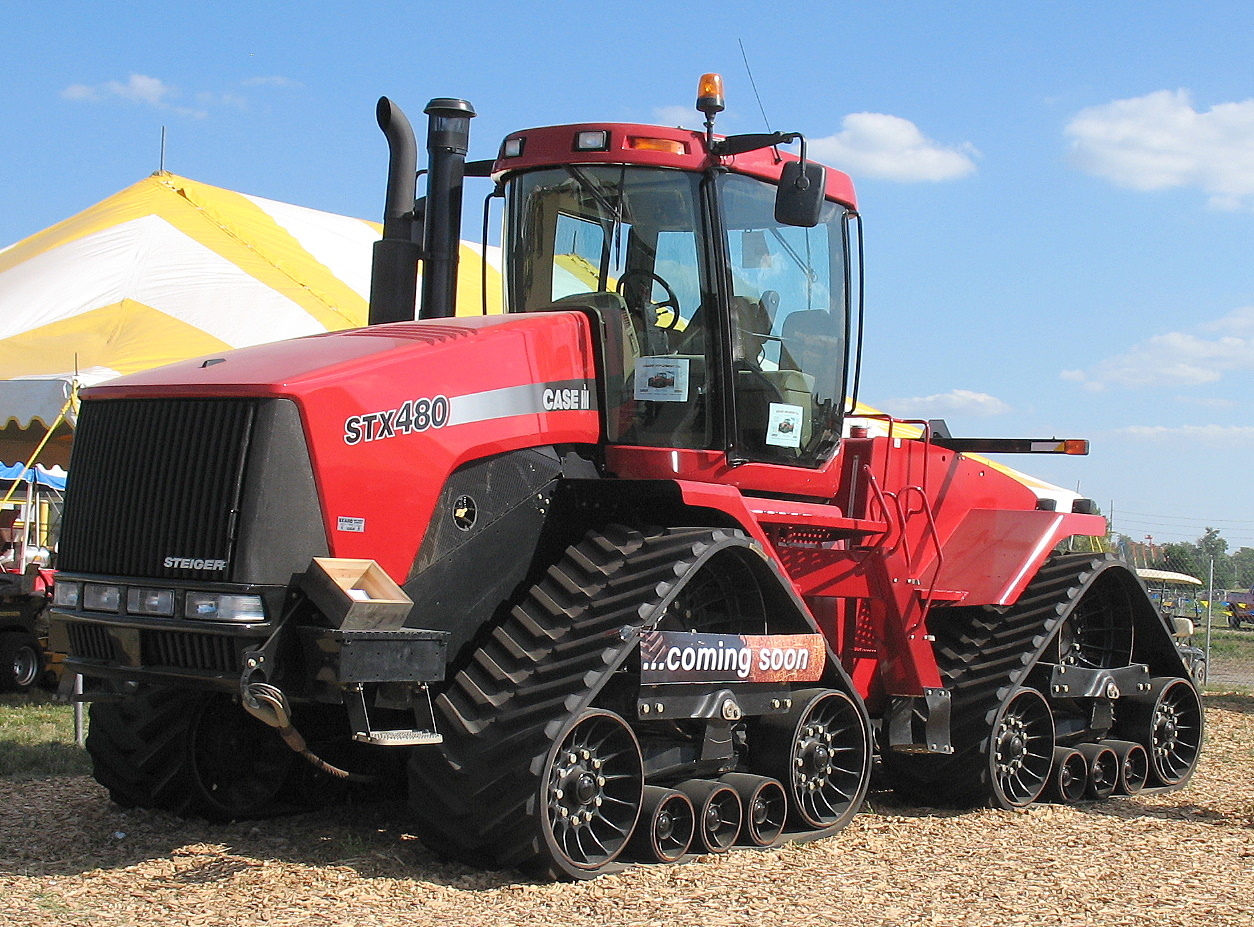
Steiger Case STX480 4 Laufwerke mit Gummiraupe zwischen dicht liegenden kleinen Laufrollen elastisch gespannt
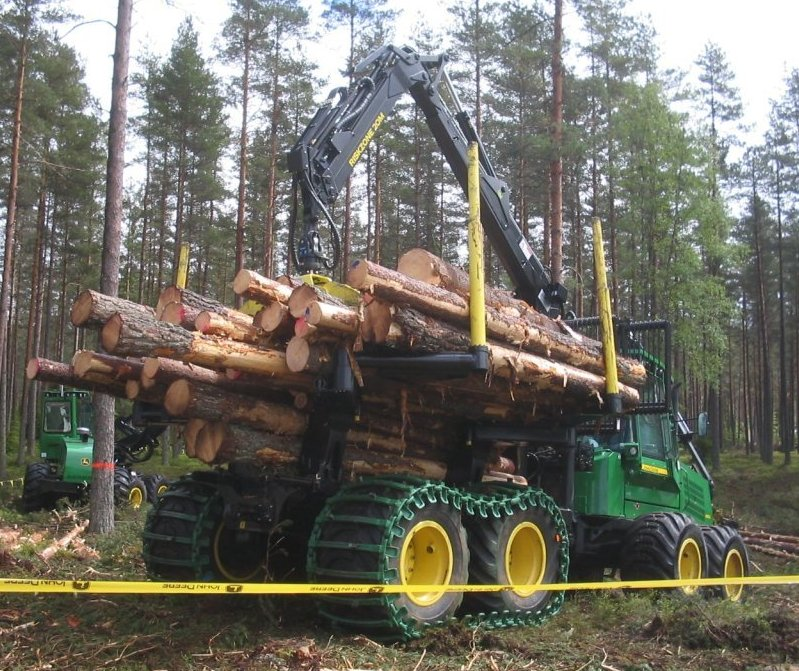
Bogiebänder über Antriebsrädern eines Forwarders (gelten trotz prinzipieller Verwandtschaft mit dem Raupenlaufwerk noch als Radfahrzeug)
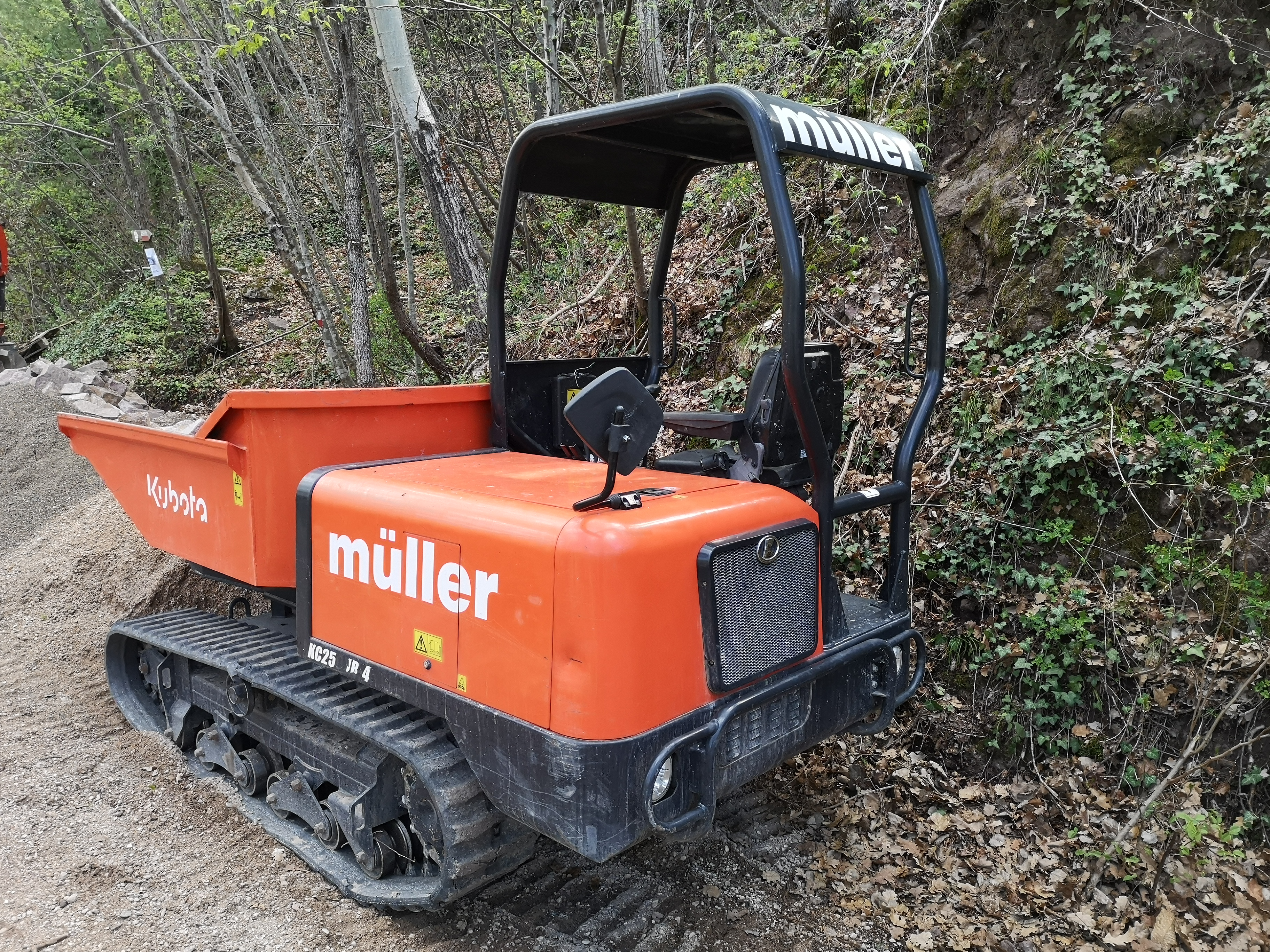
Kubota-Kettenfahrzeug 2022

## Militärische Nutzung
Für die Nutzung beim Militär wurden Kettenfahrzeuge für unterschiedlichste Anforderungen entwickelt. Allgemein dazu bekannt sind Panzer, die in etlichen Bauarten und Varianten weiter entwickelt wurden. Nachfolgend ein Überblick von militärischen Kettenfahrzeugen:
- Kampfpanzer
- Schützenpanzer
- Jagdpanzer
- Luftlandepanzer
- Flugabwehrpanzer
- Selbstfahrlafette
- Bergepanzer
- Transportpanzer
- Halbkettenfahrzeug

## Modellbau
Es gibt sowohl von Elektro- als von Verbrennungsmotoren angetriebene funkferngesteuerte Kettenfahrzeugmodelle, insbesondere von Baggern, Panzern und Planierraupen.